# Nina Hümpel
Nina Hümpel (* 6. Juli 1965 in Lübeck) ist eine deutsche Kuratorin, Tanzmanagerin und Herausgeberin. Sie ist Gründerin des Internetportals tanznetz.de und künstlerische Leiterin des internationalen Festivals für zeitgenössischen Tanz der Landeshauptstadt München, DANCE.

## Leben
Hümpel wuchs in Lübeck auf, absolvierte ihr Abitur an der Thomas-Mann-Schule und wechselte zum Studium der Theaterwissenschaft, Literatur und Philosophie an die Ludwig-Maximilians-Universität (LMU) nach München. 1992 schloss sie ihr Studium mit dem Magister Artium ab.
Hümpel hatte Lehraufträge an der Iwanson International School of Contemporary Dance, München, am Institut für Theaterwissenschaft an der Ludwig-Maximilians-Universität in München sowie an der Paris-Lodron-Universität in Salzburg.
1996 war Nina Hümpel Gründungsmitglied des Internet-Tanzportals tanznetz.de, das sie in den Folgejahren als Herausgeberin zu einer Internet-Community mit über 30 ehrenamtlichen Korrespondenten aufbaute.
2010 wurde Nina Hümpel gemeinsam mit Dieter Buroch für die künstlerische Leitung der 13. Ausgabe von DANCE – internationales Festival für zeitgenössischen Tanz der Landeshauptstadt München – berufen, die im Oktober 2012 stattfand. Im Anschluss übernahm Nina Hümpel die alleinige künstlerische Leitung der Biennale. Seitdem fanden vier Ausgaben des Festivals statt, die 18. Ausgabe wird vom 11. bis 21. Mai 2023 stattfinden.

### Jurys, Engagement und Preise
Nina Hümpel war Jurorin des Bayerischen Landesverbandes für zeitgenössischen Tanz, Mitglied der Tanzjury des Kulturreferats der Stadt München und Jurorin im Fonds für Darstellende Künste in Berlin. Von 2019 bis 2021 war sie Jurymitglied des Kulturellen Ehrenpreises der Landeshauptstadt München sowie Jurorin der Förderung Kreativ-Transfer beim Dachverband Tanz Deutschland.
Nina Hümpel ist Mitglied der Münchner Vereinigung „Access to Dance – Tanzbasis e. V.“ zur Förderung des Tanzes in München im Rahmen des Vereins Tanzbasis e. V. Als Gründungs- und Vorstandsmitglied von TanzMedia engagiert sie sich für die Förderung des Qualitätsjournalismus im Tanz.
Für ihre Arbeit als Gründerin und Herausgeberin von tanznetz.de wurde sie 2014 mit dem Anerkennungspreis Deutscher Tanzpreis ausgezeichnet.
2020 und 2021 saß sie in der Jury für die Preisträger des Deutschen Tanzpreises.
Im September 2021 wurde sie außerdem in den Vorstand des Dachverbandes Tanz Deutschland gewählt.

### Privates
Nina Hümpel lebt in München, ist verheiratet mit Florian Borchert und hat zwei Kinder.